# 1895 en Ontario
Chronologie de l'Ontario
- 1891
- 1892
- 1893
- 1894
- 1895
- 1896
- 1897
- 1898
- 1899

Cette page concerne des événements d'actualité qui se sont produits durant l'année 1895 dans la province canadienne de l'Ontario.

## Politique
- Premier ministre : Oliver Mowat (Parti libéral).
- Chef de l'Opposition: George Frederick Marter (en) (Parti conservateur).
- Lieutenant-gouverneur: George Airey Kirkpatrick (en)
- Législature: 8e (en)

## Événements

### Janvier
- 28 janvier : le libéral William Harty (en) est élu député provincial de Kingston à la suite de la réélection du conservateur Edward H. Smythe.
- 29 janvier : le libéral James Conmee (en) est élu député provincial d'Algoma-Ouest à la suite de la réélection du conservateur James M. Savage.

### Mars
- 19 mars : le libéral Jacob Baxter (en) est élu député provincial de Haldimand à la suite de la réélection du conservateur John Senn.

### Mai
- 20 mai : le libéral Daniel Burt (en) est élu sans opposition député provincial de Brant-Nord à la suite de la réélection du conservateur William Bruce Wood (en).

### Septembre
- 1er septembre : le député conservateur fédéral de Huron-Ouest James Colebrooke Patterson quitte ses fonctions, car il sera assermenté lieutenant-gouverneur du Manitoba le lendemain.

### Novembre
- 25 novembre : le député conservateur fédéral de l'Ontario-Nord Frank Madill (en) est décédé en fonction à l'âge de 43 ans.

### Décembre
- 12 décembre : le conservateur John Alexander McGillivray (en) est élu sans opposition député fédéral de l'Ontario-Nord à la suite de la mort du même parti Frank Madill (en) au mois de novembre.
- 24 décembre : l'indépendant conservateur William Stubbs est élu sans opposition député fédéral de Cardwell à la suite de la démission du conservateur Robert Smeaton White.

## Naissances
- 1er février : Conn Smythe, entraîneur et joueur de hockey sur glace († 18 novembre 1980).
- 23 mars : John Robert Cartwright, juge à la Cour suprême du Canada († 24 novembre 1979).
- 12 mai : William Francis Giauque, ingénieur chimiste († 28 mars 1982).
- 29 juillet : Albert A. Brown (en), député fédéral de Hamilton-Est (1935-1940) († 19 juin 1971).
- 18 septembre : John Diefenbaker, premier ministre du Canada († 16 août 1979).
- 20 septembre : Leslie Frost, 16e premier ministre de l'Ontario († 4 mai 1973).

## Décès
- 17 janvier : Joseph Tassé, député fédéral de la Cité d'Ottawa (1878-1887) et sénateur (° 23 octobre 1848).
- 25 novembre : Frank Madill (en), député provincial de l'Ontario-Nord (1881-1883) et député fédéral de l'Ontario-Nord (1887-1895) (° 23 novembre 1852).